# Mazaniec
Mazaniec [pronunciación en polaco: /maˈzaɲɛt͡s/] es un pueblo ubicado en el distrito administrativo de Gmina Siemkowice, dentro del condado de Pajęczno, voivodato de Łódź, en el centro de Polonia. Se encuentra a unos 3 kilómetros al noroeste de Siemkowice, a 12 kilómetros al noroeste de Pajęczno, y a 76 kilómetros al suroeste de la capital regional Łódź.
El pueblo tiene una población de 80 habitantes.